# Franz Gruber
Franz Gruber (ur. 8 listopada 1959 w Molln) – austriacki narciarz alpejski. Zajął 4. miejsce w gigancie na igrzyskach w Sarajewie w 1984 r. co jest jego najlepszym wynikiem olimpijskim. Jego najlepszym wynikiem na mistrzostwach świata było 8. miejsce w slalomie na mistrzostwach w Schladming. Najlepsze wyniki w Pucharze Świata osiągnął w sezonie 1983/1984, kiedy to zajął 8. miejsce w klasyfikacji generalnej, a w klasyfikacji slalomu był trzeci.

## Sukcesy

### Puchar Świata

#### Miejsca w klasyfikacji generalnej
- 1978/1979 – 30.
- 1979/1980 – 45.
- 1980/1981 – 25.
- 1981/1982 – 15.
- 1982/1983 – 9.
- 1983/1984 – 8.
- 1984/1985 – 48.
- 1985/1986 – 103.

#### Miejsca na podium
1. Åre – 15 lutego 1981 (slalom) – 3. miejsce
2. Bad Wiessee – 12 stycznia 1982 (slalom) – 2. miejsce
3. Kranjska Gora – 20 stycznia 1982 (slalom) – 3. miejsce
4. Madonna di Campiglio – 22 grudnia 1982 (kombinacja) – 3. miejsce
5. Kranjska Gora – 30 stycznia 1983 (slalom) – 1. miejsce
6. Parpan – 17 stycznia 1984 (gigant) – 3. miejsce
7. Kitzbühel – 22 stycznia 1984 (slalom) – 2. miejsce
8. Borowec – 5 lutego 1984 (gigant) – 3. miejsce
9. Åre – 18 marca 1984 (slalom) – 2. miejsce